# سنن
سنن (به انگلیسی: Sennen) یک روستا و محله مدنی در بریتانیا است که در کورنوال Council واقع شده‌است. سنن ۹۲۱ نفر جمعیت دارد.